# Guillaume prends ton tambourin

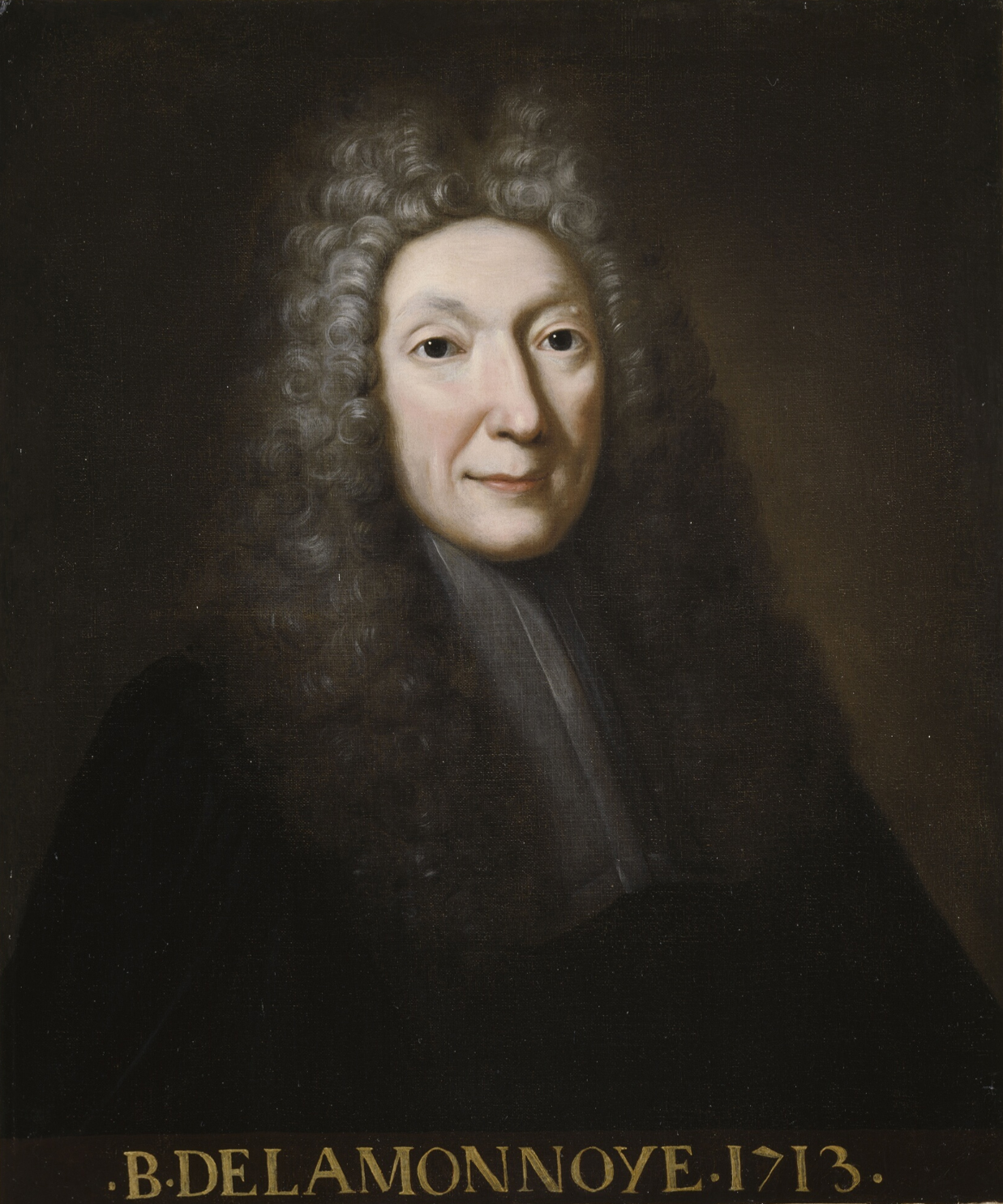
Bernard de La Monnoye

Guillaume, prends ton tambourin ou Pat-a-pan est un chant de noël français originaire de Bourgogne. 
Écrite par Bernard de La Monnoye (1641–1728), la chanson est publiée pour la première fois dans son recueil de Noël bourguignons en 1720. Elle est alors en patois bourguignon et s'appelle « Guillô, Pran Ton Tamborin ».
La chanson qui évoque la naissance de Jésus Christ parle des bergers musiciens jouant d'instruments simples. Dans les paroles, des onomatopées sont utilisées pour évoquer la flûte (« tu-re-lu-re-lu ») et le tambourin (« patapan »). Sur ce point, on peut la comparer à la chanson L'Enfant au tambour où les chœurs reprennent le rythme du tambour (« pa-rum-pa-pum-pum »).
La chanson est également connue dans les pays anglophones sous le nom Willie Take Your Little Drum.

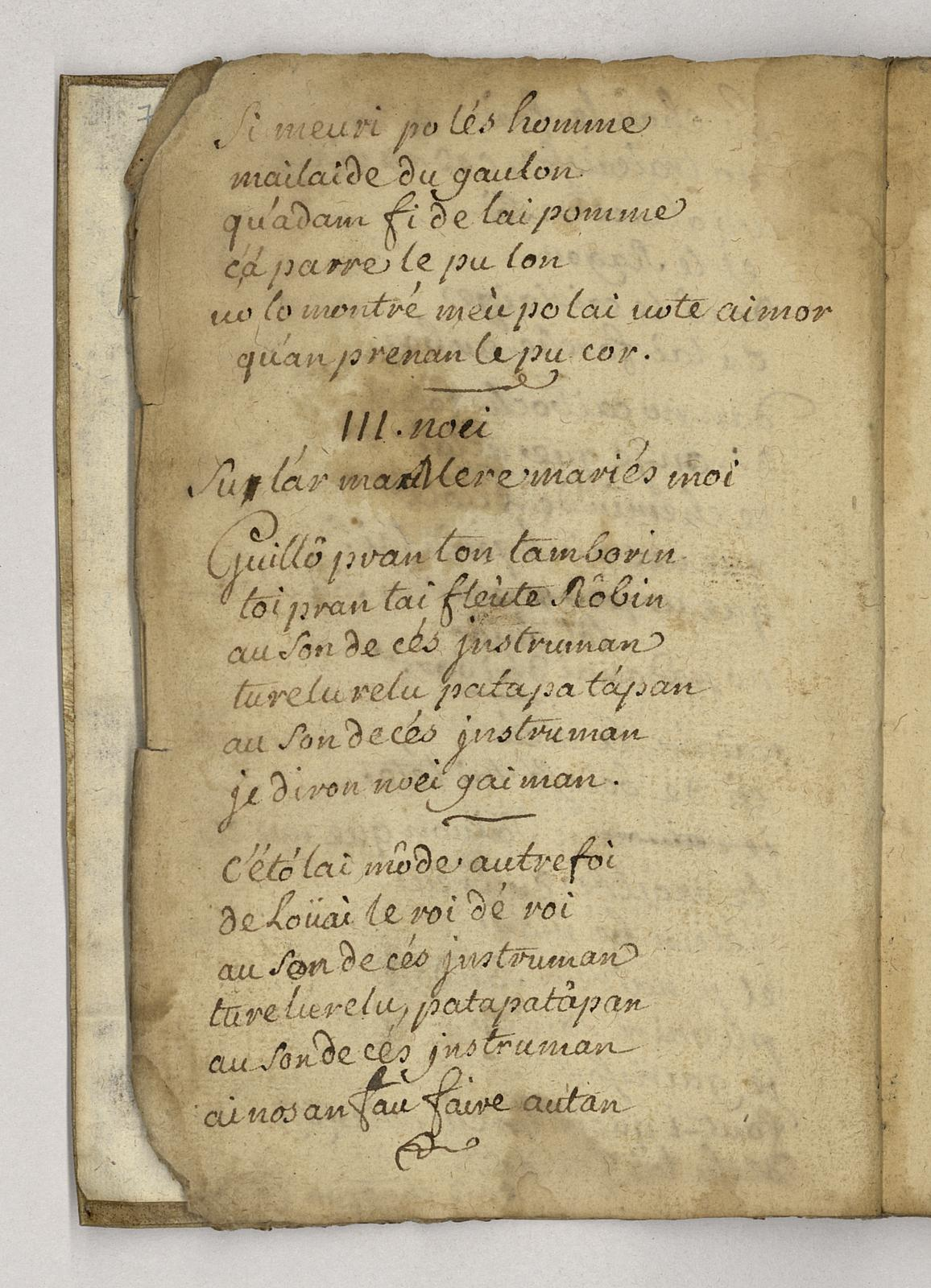
Premiers couplets de Guillô, pran to tamborin en patois bourguignon

L'auteur compositeur américain David Archuleta enregistra une version contemporaine de cette chanson dans son album de chants de noël Christmas from the Heart, en 2009. Avec les arrangements de Kurt Bestor et la participation de l'Orchestre Philharmonique de Prague, cette version plus moderne fait tout de même référence à l'origine française de la chanson puisque le premier couplet est chanté dans la langue de Molière sur un rythme plus lent.

## Texte original
| Texte original et version corrigée en bourguignon et traduction française : | Texte original et version corrigée en bourguignon et traduction française : | Texte original et version corrigée en bourguignon et traduction française : | Texte original et version corrigée en bourguignon et traduction française : | Texte original et version corrigée en bourguignon et traduction française : |
| --- | --------------------------------------------------------------------------- | --- | --------------------------------------------------------------------------- | --- |
| Version originale : Guillô, pran ton tamborin; Toi, pran tai fleúte, Rôbin ! Au son de cé instruman, Turelurelu, patapatapan, Au son de cé instruman Je diron Noei gaiman C’étó lai môde autrefoi De loüé le Roi dé Roi, Au son de cés instruman, Turelurelu, patapatapan, Au son de cés instruman, Ai nos an fau faire autan. Ce jor le Diale at ai cu Randons an graice ai Jesu Au son de cés instruman, Turelurelu, patapatapan, Au son de cés instruman, Fezon lai nique ai Satan. L’homme et Dei son pu d’aicor Que lai fleúte & le tambor. Au son de cés instruman, Turelurelu, patapatapan, Au son de cés instruman, Chanton, danson, sautons-an. |                                                                             | Version en orthographe bourguignonne corrigée : Guillôt, prands ton tamborin, Toi, prands tai fleûte, Robin ! Au son de ces instrumants, Turelurelu, patapatapan, Au son de ces instruments, Je dirons Noei gaîmant. C’étoot lai môde autrefois, De louai le Roi des Rois Au son de ces instrumants, Turelurelu, patapatapan, Au son de ces instrumants, Ai nos an faut faire autant. Ce jor le Diâle ât ài cu Randons-an graice ài Jézus Au son de ces instrumants Turelurelu, patapatapan, Au son de ces instrumants, Fezons lai nique ài Satan. L’homme et Dei sont pus d’aicord, Que lai fleûte et le tambor ; Au son de ces instrumants, Turelurelu, patapatapan, Au son de ces instrumants, Chantons, dansons, sautons-an ! |                                                                             | Version française : Guillaume, prends ton tambourin, Toi, prends ta flûte, Robin ; Au son de ces instruments, Turelurelu, patapatapan, Au son de ces instruments, Nous dirons Noël gaîment. C’était la mode autrefois, De louer le Roi des rois, Au son de ces instruments, Turelurelu, patapatapan, Au son de ces instruments, Il nous en faut faire autant. Aujourd'hui le Diable est acculé Rendons-en grâce à Jésus Au son de ces instruments Turelurelu, patapatapan, Au son de ces instruments, Faisons la nique à Satan. L’homme et Dieu sont plus d’accord, Que la flûte et le tambour ; Au son de ces instruments, Turelurelu, patapatapan, Au son de ces instruments, Chantons, dansons, sautons en ! |